# Poma roja de Beneixama
La poma roja de Beneixama (Malus dasyphylla) és una varietat de poma originària de Beneixama. La seva característica principal és la petitesa, redona i aixafada (5–6 x 7–8 cm). Pot conservar-se durant ben bé un any sense gaires problemes. Dins les seues característiques organolèptiques destaquen el seu perfum suau i la seua dolçor àcida, junt amb un color vermellós i brillant que la feia ben apta per a la seua comercialització.
Es cultiva a Beneixama, la comarca del Baix Segura, la Vall de Ricote, a Cabdet, Cehegín, Jumella i Iecla. La poca producció que se'n fa va destinada, pràcticament en la seua totalitat, per a la producció de sidra a Astúries. Sembla que ajuda a apujar la graduació alcohòlica de la sidra de manera natural, dins del seu procés de fermentació.
Actualment se'n produeix molt poca. Va sofrir de l'arribada al mercat d'espècies més grans i amb un màrqueting millor. Un mol·licut, el Candidatus Phytoplasma mali que ataca les soques de les pomeres va contribuir a l'ocàs. Els arbres infectats poden morir, però sovint poden recobrar-se mitjançant un adob adequat. Un virus, l'Apple proliferation MLO pot atacar l'espècie, però ans al contrari dels cultivars, la roja pot resistir.